# Алексеј Загорњи
Алексеј Сергејевич Загорњи (рус. Алексей Сергеевич Загорный; Јарослављ 31. мај 1978) је руски атлетски репрезентативац која се такмичи бацању кладива. Члан је Спортског клуба Москва.

## Спортска биографија
Веома млад је ушао у атлетику. Први тренер му је био В. Кислијаков. Своју такмичарску каријеру је започео 1995. године, а од 1996. је члан атлетске репрезентације Русије.
Првенство Русије је освајао 5 пута (4 пута на отвореном и 1. у дворани), а другопласирани је био 4 пута. Навећи успех у досадашњој каријери је треће место на Светском првенству 2009. у Берлину.
Најбољи резултат 83,42 метра постигао је 2002 у Адлеру (Русија), који је био и најбољи резултат те године на свету.

## Значајнији резултати
| Датум | Такмичење                             | Место              | Пласман | Резултат | Детаљи |
| ----- | ------------------------------------- | ------------------ | ------- | -------- | ------ |
| 2000  | Олимпијске игре                       | Сиднеј, Аустралија | 22      | 74,63    | [ 2 ]  |
| 2001  | Универзијада                          | Пекинг, Кина       | 4.      | —        | —      |
| 2002  | Европско првенство                    | Минхен, Немачка    | 11      | 77,01    | [ 3 ]  |
| 2003  | Светско првенство                     | Париз, Француска   | 22.     | 73,30    | [ 4 ]  |
| 2005  | Европски зимски куп                   | Мерсин Турска      | 2.      | 78,18    | [ 5 ]  |
| 2007  | Светско првенство                     | Осака, Јапан       | 25.     | 70,94    | [ 6 ]  |
| 2009  | Европски зимски куп                   | Тенерифе, Шпанија  | 6.      | 75,02    | [ 7 ]  |
| 2009  | Светско првенство                     | Берлин, Немачка    | 3.      | 78,09    | [ 8 ]  |
| 2010  | Европски зимски куп                   | Арл, Француска     | 3.      | 75,58    | [ 9 ]  |
| 2011  | Супрелига Европског екипног првенства | Стокхолм, Шведска  | 7.      | 73,85    | [ 10 ] |
| 2012  | Европско првенство                    | Хелсинки, Финска   | 2.      | 77,40    | [ 11 ] |